# Sandra Milo
Pour les articles homonymes, voir Milo.
Sandra Milo est une actrice et animatrice de télévision italienne, née le 11 mars 1933 à Tunis et morte le 29 janvier 2024 à Rome. 
Elle est l'une des figures de proue du cinéma italien des années 1960 avec sa participation à des films tels que Le Général Della Rovere de Roberto Rossellini (1959), Adua et ses compagnes (1960) et Les Joyeux Fantômes (1961) d'Antonio Pietrangeli, Huit et demi (1963) et Juliette des esprits (1965) de Federico Fellini.
Sandra Milo joue également dans plusieurs films français : Elena et les Hommes (1956) de Jean Renoir, Les Aventures d'Arsène Lupin (1957) de Jacques Becker, Le Miroir à deux faces (1958) d'André Cayatte, La Jument verte (1959) de Claude Autant-Lara, ainsi que des rôles de premier plan dans Un témoin dans la ville (1959) d'Édouard Molinaro et Classe tous risques (1960) de Claude Sautet.

## Biographie

### Jeunesse et études

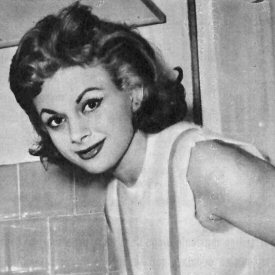
Sandra Milo en 1956.

De son nom véritable Salvatrice Elena Greco, naît le 11 mars 1933 à Tunis d'un père sicilien et d'une mère toscane. Elle passe son enfance à Vicopisano, un village médiéval situé à 20 km de Pise. Elle y fréquente l'école primaire jusqu'à la quatrième année. Adolescente, elle déménage avec sa famille à Viareggio.

### Débuts au cinéma
Sandra Milo fait ses débuts au cinéma aux côtés d'Alberto Sordi dans Le Célibataire d'Antonio Pietrangeli (1955). Reconnaissable à ses formes généreuses et à sa voix de fausset, elle devient une vedette du grand écran et participe à de nombreux films de genre.
Elle obtient son premier rôle important en 1959 grâce au producteur grec Moris Ergas (qu'elle épousera) : dans Le Général Della Rovere, réalisé par Roberto Rossellini, elle joue le rôle d'une prostituée aux côtés de Vittorio De Sica. Elle tient un rôle semblable en 1960 dans Adua et ses compagnes d'Antonio Pietrangeli, avec Simone Signoret, Emmanuelle Riva et Marcello Mastroianni. La même année, elle est dirigée par Claude Sautet dans Classe tous risques, avec Lino Ventura et Jean-Paul Belmondo. Cela a ouvert une époque intense et prometteuse de films d'auteurs pour Milo. En 1961, elle joue avec Eduardo De Filippo, Vittorio Gassman et Marcello Mastroianni dans Les Joyeux Fantômes, réalisé par Antonio Pietrangeli.

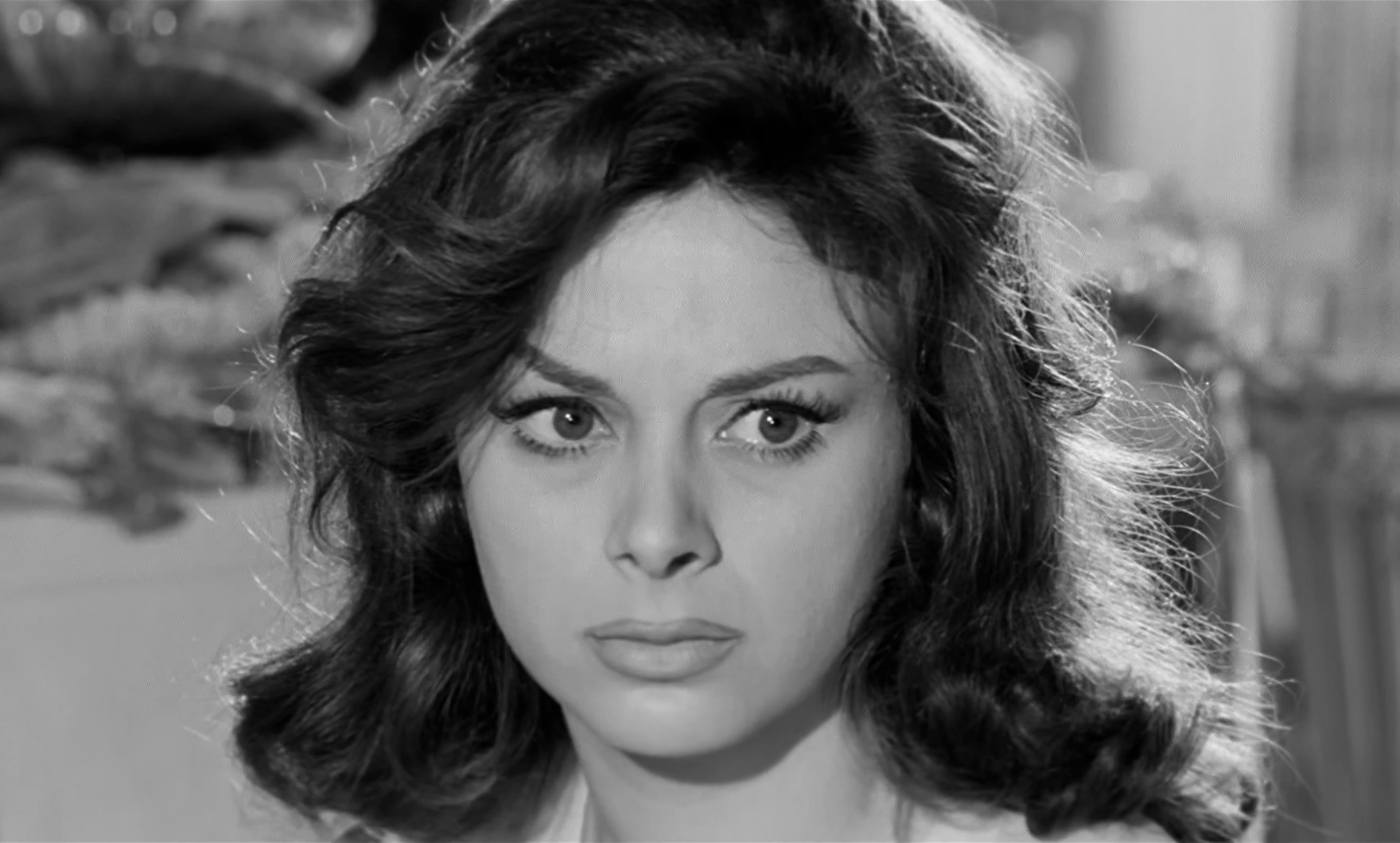
Sandra Milo dans Adua et ses compagnes (1960).

La même année, cependant, sa carrière s'arrête brusquement après le rejet à la Mostra de Venise de Vanina Vanini, adaptée de la nouvelle éponyme de Stendhal et réalisé par Roberto Rossellini. Le film, et surtout le jeu de Milo, ont été sévèrement critiqués et l'actrice a été sarcastiquement surnommée « Canina Canini » pendant un certain temps. En 1962, elle revient au cinéma avec Le Jour le plus court de Sergio Corbucci, où elle joue aux côtés de Totò, Eduardo et Peppino De Filippo, Jean-Paul Belmondo, Ugo Tognazzi, Aldo Fabrizi et d'autres.

### Rencontre avec Fellini et pic de carrière au cinéma

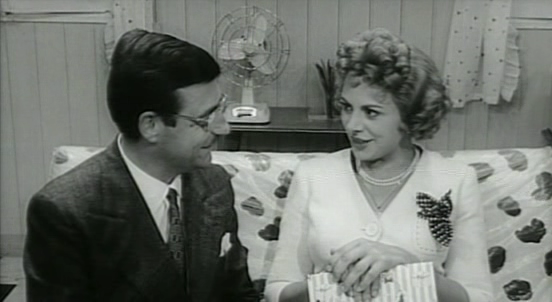
François Périer et Sandra Milo dans Annonces matrimoniales (1964).

Cruciale est la rencontre de Sandra Milo avec Federico Fellini, qui a contribué à son développement artistique et avec lequel Sandra Milo a également entamé une liaison secrète qui a duré 17 ans. Dans les deux chefs-d'œuvre du maestro riminien, Huit et demi (1963) et Juliette des esprits (1965), Sandrocchia (comme la surnommait affectueusement le réalisateur) est une femme fatale ironique et désinhibée qui, en plus d'incarner l'imagerie érotique du réalisateur, est souvent mise en contraste avec ses épouses, des femmes à l'apparence plus modeste et à la mentalité plus bourgeoise. Pour ces deux films, elle a remporté le Ruban d'argent de la meilleure actrice dans un second rôle.
Après ses importantes expériences avec Fellini, elle est dirigée, entre autres, par Luigi Zampa dans Frénésie d'été (1963), de nouveau par Antonio Pietrangeli dans Annonces matrimoniales (1963), aux côtés de François Périer, où Milo fournit une caractérisation complexe, par Pasquale Festa Campanile et Massimo Franciosa dans Le Sexe des anges (1964), avec Paolo Ferrari, et par Dino Risi dans Play-Boy Party (1965), où elle incarne la femme pleine de vie de l'ingénieur Enrico Marletti (Enrico Maria Salerno). En 1964, elle joue aux côtés des Français Fernandel et Jean-Pierre Cassel, respectivement dans Relaxe-toi chérie de Jean Boyer et Un monsieur de compagnie de Philippe de Broca. Elle participe ensuite à d'autres films, mais de moindre importance, dont Comment j'ai appris à aimer les femmes (1966) de Luciano Salce, La notte pazza del conigliaccio (it) (1967) d'Alfredo Angeli, où elle donne à nouveau la réplique à Enrico Maria Salerno, Est-ce amour ou est-ce magie ? (1967) de Duccio Tessari et Pour un dollar je tire (1968) d'Osvaldo Civirani, aux côtés de George Hilton et John Ireland, après quoi l'actrice s'est éloignée du cinéma pendant une dizaine d'années. 
En 1968, Sandra Milo interrompt brusquement en 1968 en faveur de sa famille. Interviewée dans l'émission Diva e donna, elle a raconté la guérison de sa troisième fille Maria Azzurra, née prématurément à sept mois de grossesse, qui semblait morte à la naissance, mais qui est revenue à la vie. L'Église catholique a reconnu l'authenticité du miracle lors de la béatification de sœur Maria Pia Mastena, fondatrice des Sœurs de la Sainte Face,,. Milo elle-même, également après cet épisode, s'est déclarée croyante et catholique.
Après une longue pause, elle revient au cinéma en 1979, jouant dans quelques comédies de genre, comme Aldo fait ses classes de Luciano Salce et Tesoro mio de Giulio Paradisi, suivis de Grog (1982) de Francesco Laudadio et de Cendrillon 80 (1984) de Roberto Malenotti. Pendant ce temps, sa nouvelle carrière à la télévision prend forme.

### Essor à la télévision

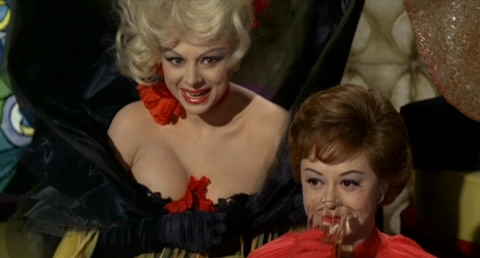
Sandra Milo et Giulietta Masina dans Juliette des esprits (1965).

La participation de Sandra Milo en tant que présentatrice d'un cycle de cinq émissions de Studio Uno en 1966 et l'interview accordée à Luigi Silori pour Uomini e Libri en 1962 seront ses seules apparitions télévisées pendant sa jeunesse.
Plus de vingt ans s'écoulent avant que, aidée par sa proximité avec Bettino Craxi, Sandra Milo ne revienne à la télévision sur Rai 2, une chaîne de télévision à l'époque proche du parti socialiste italien. En 1982-1983, elle collabore et anime une chronique sur les modes de vie dans l'émission Mixer de Giovanni Minoli.
De 1985 à 1989, elle a animé Piccoli fans, une émission pour enfants diffusée l'après-midi (précurseur d'émissions telles que Ti lascio una canzone et Io canto), qui a marqué l'histoire de la télévision italienne : la conduite exagérément naïve et enfantine de Milo (due également à sa voix de fausset) et une série de situations grotesques l'ont rendue à nouveau célèbre auprès du public italien.
Sandra Milo est également entrée involontairement dans l'histoire de la télévision italienne pour un canular téléphonique qui lui a été joué : le 8 janvier 1990, pendant l'émission de l'après-midi L'amore è una cosa meravigliosa qu'elle présentait sur Rai 2 pendant la saison 1989-90, un appel téléphonique anonyme provenant d'une voix féminine informait la présentatrice que son fils Ciro était hospitalisé dans un état grave à la suite d'un accident de voiture. La nouvelle de l'accident était fausse, mais les cris de la présentatrice affolée ont été repris par des programmes tels que Blob, Striscia la notizia et Target. Les cris de la présentatrice ont été utilisés dans la chanson La strana famiglia de Giorgio Gaber et Enzo Jannacci, enregistrée en 1991. Cette anecdote a ensuite inspiré le titre d'une émission satirique sur Italia 1 : Ciro, il figlio di Target. L'autrice de l'appel téléphonique n'a jamais été identifié (elle s'était présentée aux standardistes sous le nom de Maria Ramondio, ce qui s'est avéré être une fausse identité), mais le téléphone d'où il a été passé a été identifié, il se trouvait à l'intérieur des bureaux d'Alemagna, Via del Corso à Rome.

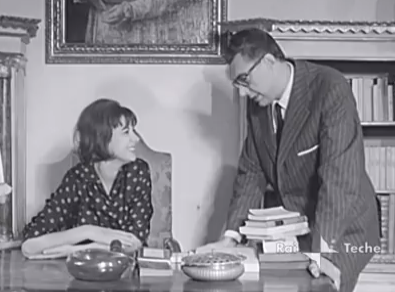
Sandra Milo et Luigi Silori en 1962.

Après avoir quitté la Rai, Milo est passée, au cours de la saison 1991-1992, à Fininvest (devenue Mediaset en 1996) pour succéder à Enrica Bonaccorti dans la réalisation du jeu télévisé Cari genitori, diffusé du lundi au vendredi dans la tranche matinale de Rete 4. Elle est ensuite la protagoniste, sur la même chaîne, d'une parodie musicale du feuilleton La donna del mistero intitulée La vera storia della donna del mistero, aux côtés de Patrizia Rossetti, des Ricchi e Poveri entre autres. Toujours sur Rete 4, elle a présenté l'émission de variétés dominicale Giorno di festa au cours de la saison 1992-1993. 
En 1995, elle a déclaré à une chaîne de télévision privée iranienne qu'elle possédait une collection d'environ 60 000 culottes. Cette déclaration a provoqué une réaction du gouvernement de Téhéran, qui lui a refusé un visa touristique pour transiter par le pays.

### Années 2000
Pendant le festival de Sanremo 2001, Sandra Milo participe à l'émission La vita in diretta. En 2002, elle joue aux côtés de Giampiero Ingrassia et Anna Mazzamauro dans le feuilleton de Canale 5 Ma il portiere non c'è mai?. En 2003, elle revient au cinéma avec le film Un cœur ailleurs, de Pupi Avati. En 2005, elle participe à l'émission de télé-réalité Ritorno al presente, terminant deuxième. En 2005, elle participe à l'interview-spectacle La mia vita uno spettacolo, mis en scène par Giacomo Rizzo, sous la direction artistique d'Arnolfo Petri, qui remporte le « prix Nike per il Teatro ». La collaboration avec Arnolfo Petri se poursuit en 2009, avec une contribution vidéo pour la pièce Madame B.

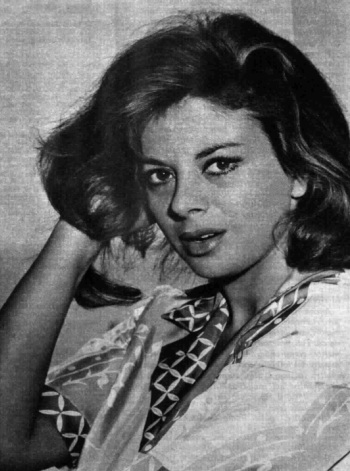
Sandra Milo en 1966.

À partir de 2006, elle tourne dans les théâtres italiens avec la comédie Huit Femmes, adaptée du film français homonyme. En 2007, elle a joué, avec Barbara D'Urso et Maurizio Micheli, dans la comédie théâtrale Il letto ovale, mise en scène par Gino Landi.
Le 11 février 2007, lors d'un entretien dans l'émission Buona Domenica de Canale 5, elle raconte qu'elle avait contribué, de nombreuses années auparavant, à soulager les souffrances de sa mère mourante, en soutenant ouvertement l'euthanasie. Dans son récit, l'actrice affirme que sa mère « se consumait d'une douleur immense qui n'avait pas de fin ». « Alors, elle m'a demandé de l'aider à mourir », a poursuivi Milo, en pleurant. « Elle m'a fait quitter la pièce, et elle est morte, seule, comme elle le voulait. Je ne pense pas que ce soit vrai quand les gens disent que tout cela est de la fausse pitié. Je sais qu'il y a beaucoup de gens pour et beaucoup de gens contre, mais comment pouvez-vous dire “non, continuez à souffrir” si vous savez que cette personne n'aura aucune chance d'échapper au mal qui la ronge ? Les gens doivent pouvoir mourir dans la dignité ».
En 2008, elle a participé au film Chi nasce tondo... (it) d'Alessandro Valori (it), avec Valerio Mastandrea. Pour la saison théâtrale 2008-09, elle a mis en scène Fiori d'acciaio (d'après le film Potins de femmes d'Herbert Ross), avec Caterina Costantini, Eva Robin's et Rossana Casale, dans une mise en scène de Claudio Insegno. Elle a joué dans l'un des cinq sketches du film Impotenti esistenziali de Giuseppe Cirillo, sorti en salles en mars 2009. Toujours en 2009, elle partage l'affiche du film W Zappatore (it) de Massimiliano Verdesca, sorti en 2011, pour lequel elle a remporté le prix de la meilleure actrice au Festival du film de Brooklyn 2011. Lors de l'émission Porta a Porta du 29 octobre 2009, elle a affirmé avoir été la compagne de Federico Fellini pendant 17 ans.
En 2010, elle participe à la 7e saison de l'émission de télé-réalité L'isola dei famosi. Elle est en compétition du 1re au 62e jour, et est éliminée lors de la demi-finale. À la même période, la comédie Happy Family (it) de Gabriele Salvatores, avec Milo en vedette, est sortie dans les salles de cinéma. En 2011, elle a fait une tournée avec Il club delle vedove, mis en scène par Caterina Costantini. En 2013, elle a joué dans la pièce de théâtre Federico... Come Here, écrite par Nicola Bonimelli et réalisée par Walter Palamenga. De 2013 à 2015, elle part en tournée avec Harry & Sally 9 mesi dopo, mis en scène par Claudio Insegno. En octobre 2016, elle joue dans la pièce Una fidanzata per papà, avec Stefano Antonucci, Savino Zaba et Angela Melillo.
En 2018, elle fait une incursion dans le monde de la chanson d'auteur en participant à la chanson La fotogenia d'Alessandro Orlando Graziano, contenue dans l'album Voyages Extraordinaires. En été 2019, sur Rai 1, elle a tenu une chronique consacrée au courrier du cœur dans l'émission Io e te, animée par Pierluigi Diaco, avec Valeria Graci. En 2020, aux côtés de Paolo Ruffini, elle a participé en tant qu'animatrice et juge au sixième épisode de l'émission La pupa e il secchione - E viceversa, sur Italia 1. À l'été 2020, elle revient toutefois à la Rai en tant que correspondante de l'émission Estate in diretta, animée par Andrea Delogu et Marcello Masi. En 2021 elle est invitée lors de la saison 16 de Ballando con le stelle.
Le 11 mai 2021, elle reçoit le prix David di Donatello pour l'ensemble de sa carrière. En 2022, elle devient la présentatrice du docu-réalité Quelle brave ragazze avec Mara Maionchi et Orietta Berti.

### Vie privée et engagements
En 1948, à l'âge de 15 ans, Sandra Milo épouse le marquis Cesare Rodighiero. Elle tombe enceinte mais perd son enfant en raison d'une naissance prématurée,. Le couple se sépare seulement vingt-et-un jours après le mariage, obtenant une annulation de la Sacra Rota.

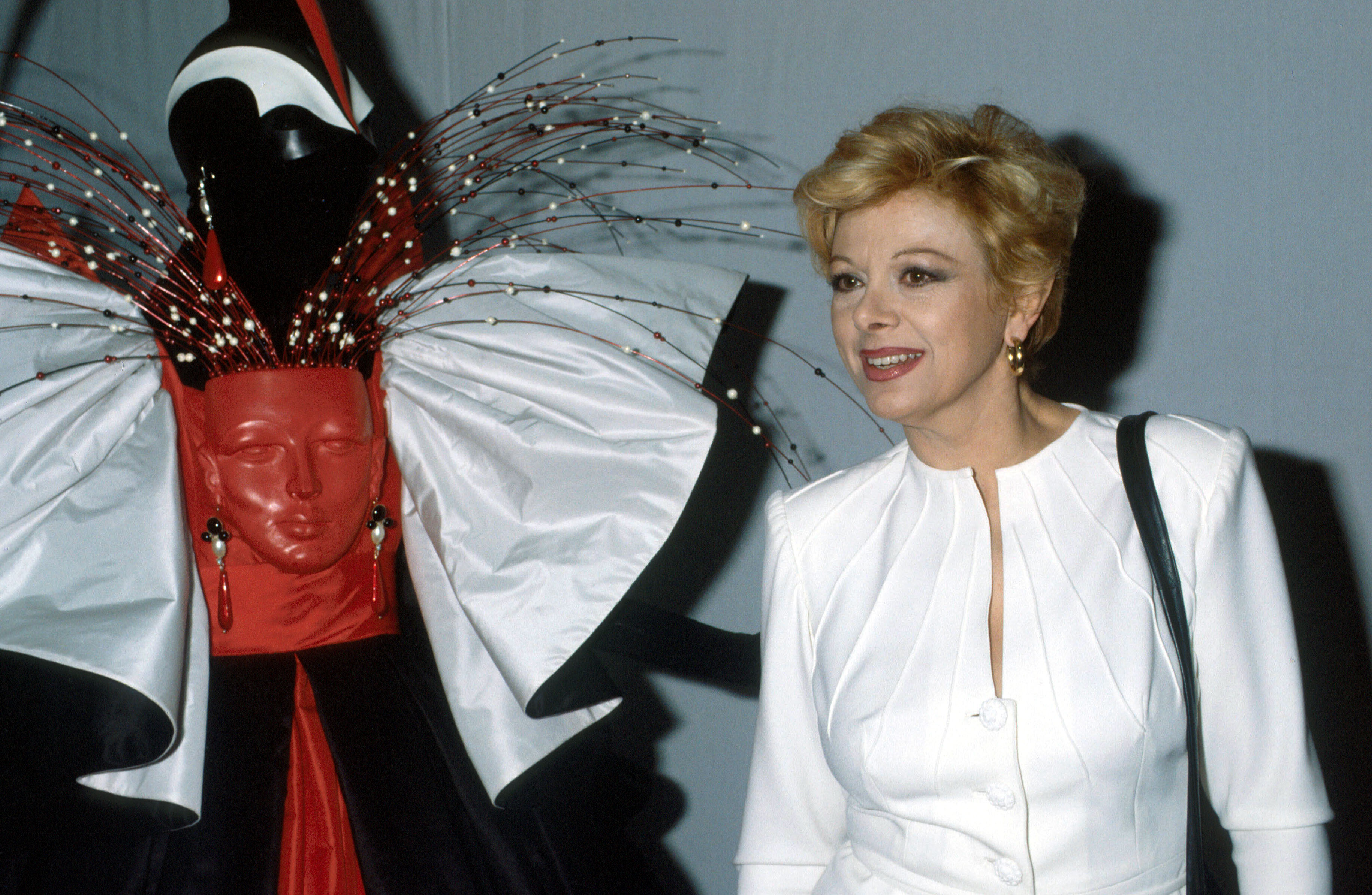
Sandra Milo en 1988.

De sa relation de onze ans[réf. nécessaire] avec le producteur Moris Ergas naît une fille, Deborah, aujourd'hui journaliste de télévision.
Remariée en juin 1968 avec Ottavio De Lollis, Sandra Milo a deux enfants : Ciro et Azzurra. En 1985, elle se retrouve avec son mari et leur fille dans les attentats des aéroports de Rome et de Vienne du 27 décembre, qui ont fait treize victimes.
Militante du parti socialiste italien depuis au moins les années 1960, Sandra Milo était très proche de Pietro Nenni. Dans les années 1980, elle était la compagne de Bettino Craxi, alors dirigeant du PSI. Elle faisait partie des vedettes du spectacle qui entouraient la classe politique dirigeante italienne, particulièrement autour de Craxi, Claudio Martelli et Gianni De Michelis. En outre, elle a participé à plusieurs campagnes électorales, posant même pour des affiches.
En 1999, Sandra Milo a négocié une peine de treize mois de prison et une amende de 1,3 million de lires pour avoir participé, avec son associé de l'époque Giuseppe Lo Presti, à une escroquerie immobilière au détriment de treize particuliers et de huit banques pour un montant d'environ 3 milliards de lires. Ils faisaient signer à des personnes de fausses procurations pour vendre des biens de grande valeur, afin de les acheter ensuite et de les utiliser pour obtenir des prêts auprès d'établissements de crédit.

### Mort
Sandra Milo meurt à l'âge de 90 ans le 29 janvier 2024 à son domicile de Rome,,.

## Filmographie

### Cinéma
- 1955 : Le Célibataire (Lo scapolo) d'Antonio Pietrangeli : Gabriella
- 1956 : Elena et les Hommes de Jean Renoir
- 1956 : Les Week-ends de Neron (Mio figlio Nerone) de Steno
- 1956 : Moglie e buoi (it) de Leonardo De Mitri : Silvana
- 1957 : Les Aventures d'Arsène Lupin de Jacques Becker : Mathilde
- 1957 : L'Aventurière de Gibraltar (La donna che venne dal mare) de Francesco De Robertis : Danae Niebel
- 1958 : Le Miroir à deux faces d'André Cayatte : Ariane
- 1958 : Totò nella luna de Steno : Tatiana
- 1959 : Le Chemin des écoliers de Michel Boisrond : Olga
- 1959 : Le Roi cruel (Erode il grande) d'Arnaldo Genoino : Sarah
- 1959 : Un seul survivra (Vite perdute) d'Adelchi Bianchi et Roberto Mauri : Giulia
- 1959 : La Jument verte de Claude Autant-Lara : Marguerite Maloret
- 1959 : Le Général Della Rovere (Il generale Della Rovere) de Roberto Rossellini : Olga
- 1959 : Un témoin dans la ville d'Édouard Molinaro : Liliane
- 1960 : Classe tous risques de Claude Sautet : Liliane
- 1960 : Adua et ses compagnes (Adua e le compagne) d'Antonio Pietrangeli : Lolita
- 1961 : Gli scontenti (it) de Giuseppe Lipartiti : Teresa
- 1961 : Les Joyeux Fantômes (Fantasmi a Roma) d'Antonio Pietrangeli : Flora di Roviano
- 1961 : Vanina Vanini de Roberto Rossellini : Vanina Vanini
- 1963 : Le Jour le plus court (Il giorno più corto) de Sergio Corbucci
- 1963 : Huit et demi de Federico Fellini : Carla
- 1963 : Méfiez-vous, mesdames (Un monsieur bien sous tous rapports) d'André Hunebelle : Henriette
- 1964 : Le Sexe des anges (Le voci bianche) de Pasquale Festa Campanile et Massimo Franciosa : l'héritière sicilienne
- 1964 : Ça ira de Tinto Brass (Voix)
- 1964 : Frénésie d'été (Frenesia dell'estate) de Luigi Zampa : Yvonne
- 1964 : Ah ! Les Belles Familles (Le belle famiglie) d'Ugo Gregoretti ; Esmeralda
- 1964 : Annonces matrimoniales (La visita) d'Antonio Pietrangeli : Pina
- 1964 : Amori pericolosi, segment Il generale d'Alfredo Giannetti
- 1964 : Relaxe-toi, Chérie de Jean Boyer : Hélène Faustin
- 1964 : Un monsieur de compagnie de Philippe de Broca : Maria
- 1964 : La Femme, quelle chose merveilleuse ! (La donna è una osa meravigliosa) de Mauro Bolognini, segment Una donna dolce dolce
- 1965 : Juliette des esprits (Giulietta degli spiriti) de Federico Fellini : Susy / Iris / Fanny
- 1965 : Play-Boy Party (L'ombrellone) de Dino Risi : Giulina Maretti
- 1966 : Comment j'ai appris à aimer les femmes (Come imparai ad amare le donne) de Luciano Salce : Ilde
- 1967 : La notte pazza del conigliaccio (it) d'Alfredo Angeli : Debora
- 1967 : Est-ce amour ou est-ce magie ? (Per amore... per magia...) de Duccio Tessari : Algisa
- 1967 : Bang Bang Kid de Giorgio Gentili et Luciano Sacripanti : Gwenda   Skaggel
- 1968 : Pour un dollar je tire (T'ammazzo!... Raccomandati a Dio) d'Osvaldo Civirani : Liz
- 1979 : Aldo fait ses classes (Riavanti... Marsch!) de Luciano Salce : Zaira Bergamelli
- 1979 : Tesoro mio de Giulio Paradisi : Solange
- 1980 : Doppio sogno dei Sigg. X d'Anna Maria Tatò
- 1982 : Grog de Francesco Laudadio : Vittoria
- 1983 : "FF.SS." - Cioè: "...che mi hai portato a fare sopra a Posillipo se non mi vuoi più bene?" de Renzo Arbore : 5,9
- 1984 : Cendrillon 80 (Cenerentola '80) de Roberto Malenotti : Marianne
- 1995 : Camerieri de Leone Pompucci : La maîtresse de Salvatore Azzaro
- 2003 : Un cœur ailleurs (Il cuore altrove) de Pupi Avati : Arabella
- 2007 : La perfezionista (it) de Cesare Lanza (it)
- 2008 : Chi nasce tondo... (it) d'Alessandro Valori (it) : Anna Tre Culi
- 2009 : Sleepless (it) de Maddalena De Panfilis : la mère d'Olga
- 2009 : Impotenti esistenziali de Giuseppe Cirillo : Zia Elisabetta
- 2010 : W Zappatore (it) de Massimiliano Verdesca : Nonne Zappatore
- 2010 : Happy Family (it) de Gabriele Salvatores
- 2010 : Flaiano: Il meglio è passato — documentaire de Giancarlo Rolandi
- 2010 : Mai senza: L'amore e la sessualità nella terza età — documentaire de Ciro Zecca
- 2011 : Piazza Fellini de Valerio Ruiz (court-métrage) : une peintre
- 2012 : Baci salati (it) d'Antonio Zeta : la comtesse Motta
- 2012 : Impepata di nozze - Sposarsi al sud è tutta un'altra storia... (it) d'Angelo Antonucci : la mère de Michele
- 2013 : Una notte agli studios de Claudio Insegno (it) : Venditrice
- 2013 : Ballando il silenzio de Salvatore Arimatea
- 2014 : Love Sharing de Monica Scatttini (court-métrage) : Claudia
- 2014 : Con tutto l'amore che ho d'Angelo Antonucci : la grand-mère de Lisa
- 2015 : Camminando nel cielo d'Angelo Antonucci : Une nonne
- 2016 : À point nommé (Prima di lunedì) de Massimo Cappelli : Chanel
- 2017 : Il velo di Maya (it) d'Elisabetta Rocchetti : Mara
- 2017 : Salvatrice de Giorgia Würth
- 2017 : Felicissime Condoglianze de Tom Ponti : Une nonne
- 2018 : Une famille italienne (A casa tutti bene) de Gabriele Muccino : Maria
- 2018 : Un ennemi qui te veut du bien (it) (Un nemico che ti vuole bene) de Denis Rabaglia : Antonietta Sandrelli
- 2019 : La mani sulle macerie (court-métrage) de Niccolo Riviera : Demetria
- 2019 : Eclissi de Valerio Corta (court-métrage) : Carla Monti
- 2020 : Nemici de Milo Vallone (it)
- 2021 : Un dragon en forme de nuage (Il materiale emotivo) de Sergio Castellitto : Mme Milo
- 2021 : Free - Liberi (it) de Fabrizio Maria Cortese (it) : Mirna
- 2023 : Che bella storia la vita d'Alessandro Sarti : Sandra
- 2023 : Il più bel secolo della mia vita (it) d'Alessandro Bardani

### Télévision

#### Séries télévisées
- 1973 : Sabato sera dalle nove alle dieci
- 2002 : Ma il portiere non c'è mai?  : Thea Maris
- 2023 : Gigolo per caso : Marisa

#### Émissions télévisées
- Studio Uno (Programma Nazionale, 1966)
- Ci vediamo stasera (Programma Nazionale, 1967)
- Tam tam (Rete 1, 1977)
- Mixer (Rai 2, 1983-1984)
- Piccoli fans (Rai 2, 1984-1989)
- Speciale Piccoli Fans: Cantanapoli, Cantaroma, Cantamilano (Rai 1, 1986)
- Ciao estate (Rai 2, 1987)
- Piccoli e grandi fans (Rai 2, 1987-1988)
- Piccoli e grandi fans Speciale estate (Rai 2, 1987-1988)
- Piccoli e grandi fans n. 2 (Rai 2, 1988-1989)
- Automia (Rai 2, 1988)
- L'amore è una cosa meravigliosa (Rai 2, 1989-1990)
- Gazebo (Rai 2, 1991)
- Cari genitori (Rete 4, 1991-1992)
- Giorno di festa (Rete 4, 1992-1993)
- Ritorno al presente (Rai 1, 2005)
- L'isola dei famosi (Rai 2, 2010)
- Io e te (Rai 1, 2019)
- Io e te di notte (Rai 1, 2019)
- La pupa e il secchione e viceversa (Italia 1, 2020) - juge
- La vita in diretta Estate (Rai 1, 2020)
- Una pezza di Lundini (Rai 2, 2020-2021) - invitée dans certains épisodes
- Quelle brave ragazze (Sky Uno, 2022)
- Primo appuntamento Crociera (Real Time, 2022)

## Théâtre
- La mia vita uno spettacolo d'Arnoldo Petri (2005)
- 8 donne e un mistero de Claudio Insegno (2006)
- Il letto ovale de Gino Landi (2007)
- Fiori d'acciaio de Claudio Insegno (2008-2009)
- Madame B d'Arnoldo Petri (2009)
- American Gigolò de Caterina Costantini (2009-2010)
- Il Club delle Vedove de Caterina Costantini (2011)
- La vita è una cosa meravigliosa de Fausto Massa (2011)
- Last Minute de Guido Polito et Alberto Ricci Hoiss, mise en scène de Silvio Giordani (2012)
- Federico... Come Here de Walter Palamenga (2013)
- Harry & Sally 9 mesi dopo de Claudio Inseno (2013-2015)
- Una fidanzata per papà de Piero Moriconi (2016)
- 100 m² de Siddartha Prestinari (2017-in corso)
- Milo Vs Milo - processo a Sandra Milo,, mise en scène de Milo Vallone (2018)

## Discographie
Singles
- Le favole di Sandra Milo
- Ma si che ce la fai/Marinai marinai, avec Gianni Dei
- 1984 : Come si fa/Il mondo è tutto una canzone
- 1987 : Il ballo del “che cos'è?”, avec I Piccoli e grandi fans
- 2018 : La fotogenia, en duo avec Alessandro Orlando Graziano (it) sur l'album Voyages extraordinaires

## Publications
- Caro Federico, Milan, Rizzoli, 1982
- Amanti, Naples, Pironti, 1993  (ISBN 88-793-7087-1)